# 1. Amateurliga Nordbaden 1950/51
De 1. Amateurliga Nordbaden 1950/51 was het eerste voetbalkampioenschap van de 1. Amateurliga Nordbaden. De competitie fungeerde als derde klasse onder de II. Division. 
ASV Feudenheim werd kampioen en speelde tegen de kampioen van Südbaden voor een plaats in de II. Division en won hier van FC 08 Villingen en promoveerde. Als vicekampioen nam Karlsruher FV deel aan het allereerste Duits amateurvoetbalkampioenschap deel, waar de club de finale bereikte, die ze verloren van ATSV Bremen 1860. 

## Eindstand
| Plaats | Club                    | Wed. | Saldo  | Ptn.  |
| ------ | ----------------------- | ---- | ------ | ----- |
| 1.     | ASV Feudenheim          | 30   | 84:30  | 48:12 |
| 2.     | Karlsruher FV           | 30   | 103:28 | 46:14 |
| 3.     | Phönix Karlsruhe        | 30   | 104:30 | 46:14 |
| 4.     | FV Daxlanden            | 30   | 69:50  | 38:22 |
| 5.     | SV Schwetzingen         | 30   | 84:39  | 37:23 |
| 6.     | VfR Pforzheim           | 30   | 51:53  | 36:24 |
| 7.     | Germania Brötzingen     | 30   | 64:49  | 35:25 |
| 8.     | 1. FC 08 Birkenfeld     | 30   | 71:50  | 33:27 |
| 9.     | Germania Friedrichsfeld | 30   | 70:49  | 30:30 |
| 10.    | TSG Rohrbach            | 30   | 67:63  | 29:31 |
| 11.    | Amicitia Viernheim      | 30   | 60:58  | 26:34 |
| 12.    | KSG Leimen              | 30   | 49:76  | 24:36 |
| 13.    | FV Hockenheim           | 30   | 54:82  | 22:38 |
| 14.    | FC Eutingen             | 30   | 34:82  | 13:47 |
| 15.    | FV Mosbach              | 30   | 29:105 | 12:48 |
| 16.    | Germania Adelsheim      | 30   | 45:184 | 05:55 |

|  | Kampioen, promotie naar II. Division |
|  | Deelname Amateurkampioenschap        |
|  | Degradatie 2. Amateurliga            |